# George Blanda
George Frederick Blanda (* 17. September 1927 in Youngwood, Pennsylvania; † 27. September 2010 in Alameda, Kalifornien), auch The Grand Old Man genannt, war ein US-amerikanischer American-Football-Spieler, der sowohl auf der Position des Quarterbacks als auch auf der des Kickers spielte.
Nach dem Studium an der University of Kentucky begann Blanda 1949 seine Profikarriere bei den Chicago Bears. Bei diesem Verein blieb er mit kurzer Unterbrechung neun Jahre lang. Anschließend wechselte er in die neu gegründete AFL zu den Houston Oilers, die er als Quarterback zu zwei Meisterschaften führte. Als Blanda nach sechs Jahren in Houston aus dem Kader gestrichen wurde, ging er im Alter von 40 Jahren zu den Oakland Raiders. Dort wurde er hauptsächlich als Kicker eingesetzt und konnte einmal den Super Bowl erreichen, in dem seine Mannschaft aber unterlag. In Oakland beendete er im Alter von 48 Jahren und nach 26 Spielzeiten in der NFL seine Karriere.
Sechs Jahre nach Ende seiner aktiven Karriere wurde er in die Pro Football Hall of Fame in Canton aufgenommen. Am 27. September des Jahres 2010 starb George Blanda im Alter von 83 Jahren in Kalifornien.

## College
Während seiner Zeit an der High School machte Blanda durch gute sportliche Leistungen auf sich aufmerksam, weswegen ihm mehrere Hochschulen ein Stipendium anboten. Er entschied sich, die University of Kentucky in Lexington zu besuchen und schloss sich dem Footballteam, den Kentucky Wildcats, an. In seiner ersten Saison 1945 saß er überwiegend auf der Bank, während seine Mannschaftskollegen nur eines von zehn Spielen gewinnen konnten. Deswegen wurde der damalige Trainer Bernie Shively entlassen und durch Bear Bryant ersetzt. Unter dessen Leitung kam Blanda vorerst als Punter oder Blocking Back zum Einsatz, und die Wildcats konnten die Saison mit einer positiven Bilanz von 7-3 beenden.
In seiner Junior-Saison wurde Blanda von Bryant zum Starting-Quarterback ernannt und führte die Mannschaft erneut zu einer Bilanz von 7-3, wodurch sich die Wildcats erstmals für ein Bowl-Endspiel qualifizierten. Im Endspiel um den einmalig ausgetragenen Great Lakes Bowl im Cleveland Stadium konnte Blanda mit den Wildcats die Villanova Wildcats 24:14 besiegen. Auch in Blandas letzter Saison am College blieb die Bilanz der Wildcats dieselbe. Dazu trug Blanda, mit 120 vollendeten Pässen und dem daraus resultierenden Raumgewinn von 1.451 Yards, einen Großteil bei. Die Leistungen als Quarterback hätten allerdings nicht für den Sprung in die Profiliga NFL ausgereicht. Doch dank Blandas guter Fähigkeiten als Placekicker und Punter entschieden sich die Chicago Bears zu seiner Verpflichtung. In der zwölften Runde des NFL Draft 1949 wählten sie ihn an Position 119 aller verfügbaren Spieler aus dem Nachwuchs- und Amateurbereich aus.

## Profikarriere

### Die erste Saison
Neben den Bears sicherten sich auch die Los Angeles Dons aus der All-America Football Conference (AAFC), einer Konkurrenzliga der NFL, die Rechte an Blanda. Da aber sowohl die AAFC als auch die Dons selber bereits finanziell angeschlagen waren, entschied sich Blanda für die sichere Zukunft bei den Bears. Diese hatten wegen ihres großen Spielerkaders Backup-Quarterback Bobby Layne an die New York Bulldogs verkauft. Daher wurde Blanda nicht nur als Kicker eingesetzt, sondern war auch hinter Sid Luckman und Johnny Lujack Ersatzmann als Quarterback. Während der Saison wurde er von Trainer George Halas in zwei Spielen von Beginn an auf dieser Position aufgestellt. Ansonsten war er als Kicker oder Punter auf dem Feld aktiv und half in der Defense als Linebacker oder Defensive Back aus. Insgesamt spielten die Bears wie auch im Jahr zuvor eine gute Saison und verloren keines ihrer Spiele. Dennoch blieben sie in der Western Division als Zweite hinter den Los Angeles Rams zurück und konnten somit nicht das NFL Championship Game erreichen.

### Zwischenstation Baltimore und die Rückkehr nach Chicago
Nach Ende der Saison wurde George Blanda von seinem Trainer Halas an die Baltimore Colts, die sich nach Auflösung der AAFC der NFL angeschlossen hatten, abgegeben. Für diese absolvierte Blanda nur ein Spiel, ehe ihn der damalige Trainer Clem Crowe aus dem Kader strich. Kurz darauf unterschrieb er daher erneut einen Vertrag bei den Bears und absolvierte für diese als Kicker die restlichen elf Spiele. Nach Ende der Saison hatten sich die Bears für die Playoffs qualifiziert, wo sie am Conference-Rivalen aus Los Angeles scheiterten. Zur neuen Saison wurde Blanda von Coach Halas zum Starting-Kicker ernannt, da sein Vorgänger auf dieser Position, Johnny Lujack, nun ausschließlich als Quarterback spielte. Als Starter verwandelte Blanda alle Versuche, einen Extra-Punkt zu erzielen, und schoss zudem sechs Field Goals. Nachdem die Bears die Saison auf Platz vier in der National Conference beendet hatten, verließ Johnny Lujack den Verein und beendete seine Karriere. Bob Williams rückte daher als Starting-Quarterback auf, wurde aber in manchen Spielen entweder durch Blanda oder Steve Romanik ersetzt. Alle drei schienen Lujack nicht ersetzen zu können, und die Bears beendeten die Saison auf einem enttäuschenden fünften Platz.
Da anschließend sowohl Williams als auch Romanik den Verein verließen, war Blanda nun alleiniger Starter auf der Position des Quarterbacks. Als Quarterback konnte Blanda das Team nur zu drei Siegen führen, was zum vierten Platz in der Western Division reichte, aber die Ansprüche für die kommende Saison herabschraubte. Doch Blanda und sein Backup, Rookie Zeke Bratkowski, führten die Bears gemeinsam auf den zweiten Platz in der Division. Durch ein Tackle verletzte sich Blanda in einem Spiel gegen die Cleveland Browns und verlor seine Position als Starting-Quarterback. In der Folge kam er nur noch als Kicker zum Einsatz und erreichte 1956 mit den Bears erstmals das NFL Championship Game, das mit 47:7 gegen die New York Giants verloren ging. In den darauf folgenden Jahren gelang Blanda kein derartiger Erfolg mehr mit den Bears. Nach Ende der Saison 1958 kam er nicht mehr für die Bears zum Einsatz, da Halas ihn nicht mehr aufstellte. Daher plante Blanda den erneuten Wechsel zu den Colts, den ihm die Bears jedoch verweigerten. Blanda beschwerte sich beim damaligen Commissioner Bert Bell, der das Problem klären wollte, aber wenige Tage später starb.

### Neubeginn mit den Houston Oilers
Aus dieser Situation heraus entschloss sich Blanda in die neugegründete American Football League (AFL) zu wechseln. Von mehreren Angeboten nahm er jenes der Houston Oilers an. Unter Trainer Lou Rymkus startete Blanda sowohl als Quarterback als auch als Kicker. Zusammen mit Runningback Billy Cannon führte Blanda die Oilers auf Platz eins ihrer Division und somit ins AFL Championship Game. Dies gewannen die Oilers mit 24:16 gegen die Los Angeles Chargers und wurden somit der erste Meister der AFL. In diesem Spiel warf Blanda alle Touchdownpässe, verwandelte alle Extra-Punkt-Versuche und erzielte ein Field Goal. In die nächste Saison starteten die Oilers als Titelverteidiger zunächst schlecht, und Blanda wurde auf der Position des Quarterbacks kurzzeitig durch Jacky Lee ersetzt. Doch nach kurzer Zeit kehrte er wieder als Quarterback zurück in die Startaufstellung und spielte stärker als in der Saison zuvor. Nachdem Blanda wieder in der Startformation stand, gewannen die Oilers neun Spiele in Folge und konnten erneut ihre Division gewinnen. Im zweiten Championship Game hintereinander trafen die Oilers abermals auf die inzwischen in San Diego beheimateten Chargers. An Heiligabend gelang den Oilers die Titelverteidigung gegen die Chargers im Balboa Stadium knapp mit 10:7. Blanda war erneut an allen Punktgewinnen der Oilers beteiligt, warf allerdings auch fünf Interceptions.
Auch in der folgenden Saison warf Blanda viele Fehlpässe zum Gegner und stellte mit insgesamt 42 Interceptions einen bis heute im Profifootball gültigen Rekord auf. Trotzdem gelang es ihm, mit den Oilers zum dritten Mal in Folge das Championship Game zu erreichen, das aber gegen die Dallas Texans verloren ging. Dabei enttäuschte Blanda zunächst, ehe er mit seinem Team den 17:0-Rückstand aufholte, was aber nicht reichte, da die Texans in der zweiten Verlängerung die Siegpunkte erzielten. Im Jahre 1963 erreichten die Oilers wegen zahlreicher Verletzungen zum ersten Mal nicht das Finale. Dennoch führte Blanda die AFL in den Statistiken der vollendeten Pässe und des daraus resultierenden Raumgewinns an. Doch nach fünf Niederlagen in den letzten sechs Spielen wurden die Oilers nur Dritter in der Eastern Division. Auch in den nächsten drei Spielzeiten blieb Blanda statistisch in den Kategorien der vollendeten Pässen und des Raumgewinns in der AFL führend, aber der Erfolg mit den Oilers, die zumeist Letzte in der Division wurden, blieb aus. 1966 entschieden sich die Oilers daher, Blanda als Quarterback durch den jungen Don Trull zu ersetzen. George Blandas Karriere schien beendet, da er nach Ende der Saison von den Oilers freigestellt wurde.

### Goldene Zeit bei den Oakland Raiders
Während seiner Karriere hatte Blanda auf sich aufmerksam gemacht und ein hohes Ansehen gewonnen, so auch bei Al Davis, dem Teambesitzer des Ligakonkurrenten aus Oakland. Dieser hatte nach Ende der Saison 1966 Tom Flores und Art Powell zu den Bills geschickt und dafür im Gegenzug Daryle Lamonica erhalten. Als Backup für den zweifachen AFL-Champion und als Kicker verpflichtete er Blanda. Mit seinem neuen Team, den Oakland Raiders erreichte Blanda prompt zum vierten Mal das AFL Championship Game, wo er auf seine alten Mannschaftskollegen aus Houston traf. Die Raiders besiegten diese mit 40:7, und Blanda, der vier Field Goals erzielte, hatte großen Anteil am Sieg. Damit hatten sich die Raiders für die zweite Austragung des Super Bowls qualifiziert. Am 14. Januar des Jahres 1968 trafen die Raiders in Miami im Orange Bowl Stadium auf die Green Bay Packers. Während des Spiels vergab Blanda einen Field-Goal-Versuch und verwandelte zwei Extra-Punkte. Doch das Spiel endete 33:14 für die Packers, die somit die World Championship Game Trophy gewannen.
In der darauf folgenden vorletzten Spielzeit der AFL konnten die Raiders nach einem Entscheidungsspiel gegen die Kansas City Chiefs erneut ihre Division gewinnen und trafen in Blandas fünftem AFL Championship Game auf die Jets aus New York. Dieses Spiel gewannen die Jets knapp mit 27:23, wie auch später den Super Bowl III. Die letzte AFL-Saison verlief ähnlich erfolgreich für die Raiders, unter dem neuen Trainer John Madden erreichte das Team wie in den beiden Jahren zuvor das AFL-Endspiel, verlor allerdings erneut gegen Kansas City. Kurz vor Beginn der ersten NFL-Saison nach dem Zusammenschluss mit der AFL wurde Blanda, der inzwischen 42 Jahre alt war, aus dem Kader der Raiders gestrichen. Diese Entscheidung machte John Madden, der besonders Blandas Fähigkeiten als Kicker in der entscheidenden Phase des Spiels schätzte, schnell rückgängig, und Blanda erzielte bereits beim ersten Saisonspiel der Raiders gegen die Cincinnati Bengals drei Extra-Punkte.
In der Folge lieferte Blanda fünf bis heute als legendär geltende Spiele ab, in denen er in letzter Minute entweder als Kicker einen Punkt erzielte oder als Quarterback den entscheidenden Pass zum Erreichen eines Touchdowns warf. Dank dieser Leistungen erreichten die Raiders die Play-offs, wo sie in der ersten Runde auf die Miami Dolphins trafen und gewannen. Der nächste Gegner waren die Baltimore Colts, gegen die die Raiders zunächst 10:0 in Führung gingen, ehe im zweiten Viertel der Defensive End der Colts, Bubba Smith, Oaklands Quarterback Daryle Lamonica verletzte. John Madden wechselte für den verletzten Lamonica George Blanda ein. Doch Blanda zeigte eine eher schwache Leistung, und die Raiders verloren mit 27:17 gegen die Colts, die wenig später den Super Bowl V gewannen. Blanda stellte in diesem Spiel den Rekord des ältesten Spielers, der jemals ein Championship Game bestritt, auf und wurde wenig später sogar mit dem Bert Bell Award ausgezeichnet.
Im Jahr darauf überholte er Lou Groza und wurde zum Spieler, der die meisten Punkte in der NFL-Geschichte erzielen konnte. Die Raiders erreichten in dieser Saison jedoch nicht die Playoffs und enttäuschten auch in der nächsten Saison, als es ein Erstrundenaus gegen die Pittsburgh Steelers gab. Gegen diese verloren die Raiders in den beiden folgenden Jahren auch das AFC Championship Game und erreichten mit Blanda im Team nicht mehr den Super Bowl. In diesen, seinen letzten Spielzeiten, kam Blanda auch nicht mehr zu so vielen Einsätzen und beendete 1975 nach 26 Spielzeiten in der NFL – auch dies ein Rekord – seine Karriere.

## Rekorde und Ehrungen
George Blanda erreichte dank seiner langen und außergewöhnlichen Karriere zahlreiche Ehrungen. Zudem hält er in der Geschichte der NFL einige positive wie auch negative Rekorde.
Ehrungen (Auswahl)
- 1970 wurde Blanda in das AFL All-Time Team gewählt.
- 1981 wurde er in die Pro Football Hall of Fame gewählt.
- 1985 wurde das Stück des U.S. Highway 119, das durch seine Heimatstadt Youngwood verläuft, in George Blanda Boulevard umbenannt.[9]
- 1970 wurde er mit dem Bert Bell Award ausgezeichnet.
- 1974 gewann er den Walter Payton Man of the Year Award.
- 2005 wurde er in die Athletics Hall of Fame der University of Kentucky aufgenommen.[10]

Rekorde (Auswahl)
- Mit 943 hat Blanda die meisten Extra Punkte in der NFL erzielt.
- Er ist einer von vier Spielern, die es geschafft haben, sieben Touchdown-Pässe in einem Spiel zu werfen.
- Kein Spieler hat mehr Spielzeiten (26) in der NFL bestritten als Blanda.
- Er hat die meisten Interceptions in einer Saison geworfen (42).
- Kein Spieler war bei einem NFL-Spiel älter als Blanda (48).
- Er war der erste Spieler, der in der NFL mehr als 2000 Punkte erzielte.

## Wahrnehmung und Anerkennung
Am Anfang seiner Karriere verpflichteten die Bears Blanda vornehmlich wegen seiner Qualitäten als Kicker. Doch mit der Zeit wurde er immer häufiger als Quarterback eingesetzt und avancierte schließlich zum Starting-Quarterback der Mannschaft. Dort spielte er relativ solide, bis ihm Zeke Bratkowski den Rang ablief und Blanda nach einer Schulterverletzung die Position endgültig verlor. Während seiner Zeit bei den Houston Oilers zeigte er seine wahrscheinlich beste Leistung als Quarterback und führte sein Team zu zwei Meisterschaften in der AFL. Doch schon zu dieser Zeit warf er verhältnismäßig viele Interceptions, was ihm nach weiteren Jahren bei den Raiders den Negativ-Rekord in dieser Kategorie einbrachte, den er erst 2007 an Brett Favre verlor.
Nach sechs Jahren in Houston wechselte er mit 40 Jahren noch einmal zu den Oakland Raiders, wo ihn das Publikum hauptsächlich als Kicker ansah, da er dort nur selten als Quarterback eingesetzt wurde und den Zuschauern besonders durch seine spielentscheidenden Extrapunkte oder Field Goals in der Saison 1970 (siehe oben) in Erinnerung geblieben ist. Blandas Unzufriedenheit mit dieser Einordnung beschrieb sein ehemaliger Trainer John Madden in einem Interview:

“He hated to be called a kicker. If anyone says kicker George Blanda or George Blanda comma kicker, he hated that. He wanted to be known as a football player. And he was a football player, who played quarterback and also kicked. That's what he wanted to be known as. There was a time when he was with the Chicago Bears and he wasn't playing much quarterback so he told George Halas that he just wanted to play, so he played linebacker. That was the type of guy he was. He was a quarterback that could play NFL football as a linebacker.”

„Er hasste es, als Kicker bezeichnet zu werden. Er hasste es, wenn irgendjemand sagte ‚der Kicker George Blanda‘ oder ‚George Blanda, Kicker‘. Er wollte als Footballspieler bekannt sein. Und er war ein Footballspieler, der als Quarterback spielte und als Kicker. So wollte er, dass man ihn kennt. Es gab eine Zeit, als er bei den Chicago Bears spielte und nicht als Quarterback eingesetzt wurde, also sagte er George Halas, dass er spielen wollte, also spielte er als Linebacker. Das war der Typ von Mensch, der er war. Er war ein Quarterback, der auch als Linebacker NFL-Football spielen konnte.“

Doch neben seinen guten Fähigkeiten als Kicker gab es auch noch eine Fähigkeit, die ihn besonders auszeichnete: Er war trotz seiner zahlreichen Interceptions ein Spieler, der immer Ruhe auszustrahlen schien, wie beispielsweise in der Saison 1970 in seinen legendären fünf Spielen (siehe oben). Dies bestätigte auch der damalige und heutige Besitzer der Raiders Al Davis bei der Laudatio zur Aufnahme Blandas in die Pro Football Hall of Fame:

“George Blanda is the greatest clutch player the game of pro football has ever known.”

„George Blanda ist der beste Clutch Player, den der Profifootball jemals kannte.“

Auch wenn ihn viele Zuschauer wahrscheinlich nicht als den Footballspieler sahen, als der er gesehen werden wollte, so wurde ihm dennoch viel Anerkennung von den Fans und den Mitspielern zuteil. Diese bekam er schließlich von der Pro Football Hall of Fame, die ihn direkt im ersten Jahr seiner Kandidatur in ihre Ruhmeshalle wählte. Insgesamt ist er den Zuschauern sicherlich hauptsächlich durch seine ungewöhnlich lange Karriere in Erinnerung geblieben.

## Tod
Nach Angaben der Football Hall of Fame starb Blanda am 27. September 2010 nach einer kurzen Krankheit in Alameda, Kalifornien. Ihm zu Ehren fand noch am selben Tag vor dem Monday-Night-Football-Spiel zwischen den Chicago Bears und den Green Bay Packers im Soldier Field eine Schweigeminute statt.